# Hamza Abourazzouk
Hamza Abourazzouk est un footballeur international marocain né le 16 juin 1986 à Casablanca  

## Biographie

### Club

#### Formation au wydad
Hamza Abourazzouk formé au wydad de Casablanca et passe par toutes les catégories junior avant d’être refusé de passer professionnel par les dirigeants du wydad de Casablanca et part au sud du Maroc vers la Jeunesse d'El Massira.

#### Début de carrière à la JSM
Hamza commence sa carrière de footballeur professionnel en 2007 avec le club de la Jeunesse d'El Massira qui évolue en première division. Il joue avec celui-ci jusqu'en 2009 soit pendant deux saisons.

#### Distinction avec le MAS de Fès
Hamza Abourazzouk a remporté trois titres importants avec le MAS de Fès : Coupe de la CAF, Coupe du
Trône et la Supercoupe de la CAF.

## Sélection nationale

### Locaux
Il est sélectionné avec l'équipe du Maroc des locaux pour disputer la Coupe arabe des nations de football en 2012.

### Chez les A
Il est sélectionné le 25 mai 2012 pour disputer deux matchs qualificatifs à la Coupe du monde 2014 contre la Gambie et la Côte d'Ivoire. Il marque contre les coéquipiers de Didier Drogba et compte actuellement six sélections et un but.
| Matches internationaux de Hamza Abourazzouk | Matches internationaux de Hamza Abourazzouk | Matches internationaux de Hamza Abourazzouk                  | Matches internationaux de Hamza Abourazzouk | Matches internationaux de Hamza Abourazzouk | Matches internationaux de Hamza Abourazzouk | Matches internationaux de Hamza Abourazzouk | Matches internationaux de Hamza Abourazzouk |
| 0                                           | Date                                        | Lieu                                                         | Adversaire                                  | Score                                       | Résultats                                   | Compétitions                                |                                             |
| ------------------------------------------- | ------------------------------------------- | ------------------------------------------------------------ | ------------------------------------------- | ------------------------------------------- | ------------------------------------------- | ------------------------------------------- | ------------------------------------------- |
| 1                                           | 25 mai 2012                                 | Grand Stade de Marrakech, Marrakech, Maroc                   | Sénégal                                     | —                                           | 1-0                                         | Match amical                                |                                             |
| 2                                           | 2 juin 2012                                 | Independence Stadium, Bakau, Gambie                          | Gambie                                      | —                                           | 1-1                                         | Éliminatoires Coupe du monde 2014           |                                             |
| 2                                           | 9 juin 2012                                 | Grand Stade de Marrakech, Marrakech, Maroc                   | Côte d'Ivoire                               | 2-2                                         | 2-2                                         | Éliminatoires Coupe du monde 2014           |                                             |
| 4                                           | 23 juin 2012                                | Stade du Prince Abdullah Al-Faisal, Djeddah, Arabie saoudite | Bahreïn                                     | —                                           | 4-0                                         | Coupe arabe 2012                            |                                             |
| 5                                           | 26 juin 2012                                | Stade du Prince Abdullah Al-Faisal, Djeddah, Arabie saoudite | Libye                                       | —                                           | 0-0                                         | Coupe arabe 2012                            |                                             |
| 6                                           | 24 mars 2013                                | Benjamin Mkapa National Stadium, Dar-es-Salaam, Tanzanie     | Tanzanie                                    | —                                           | 3-1                                         | Éliminatoires Coupe du monde 2014           |                                             |

## Carrière
- 2007 - 2009 :  Jeunesse d'El Massira
- 2009 - 2012 :  Maghreb de Fès
- 2012 - 2015 :  Raja de Casablanca
- 2015 - 2017 :  Moghreb de Tétouan
- 2017 - :  Jeunesse d'El Massira[1]

## Palmarès
Maghreb de Fès
- Championnat du Maroc
  - Vice-Champion : 2011
- Tournoi Antifi
  - Vainqueur en 2011
- Coupe de la confédération
  - Vainqueur en 2011
- Coupe du trône
  - Vainqueur : 2011
  - Finaliste : 2010
- Supercoupe de la CAF
  - Vainqueur : 2012

 Raja de Casablanca
- Coupe du trône
  - Vainqueur : 2012
- Championnat du Maroc:
  - Vainqueur : 2013
  - Vice-Champion : 2014
- Coupe du monde des clubs
  - Finaliste: 2013

 Maroc
- Coupe arabe des nations de football
  - Vainqueur en 2012

### Distinctions personnelles
- 3e Meilleur buteur de championnat du Maroc 2012 avec 11 buts
- Meilleur buteur dans son club avec 11 buts en 2012